# نخستین هیئت اعزامی ژاپن به اروپا (۱۸۶۲)

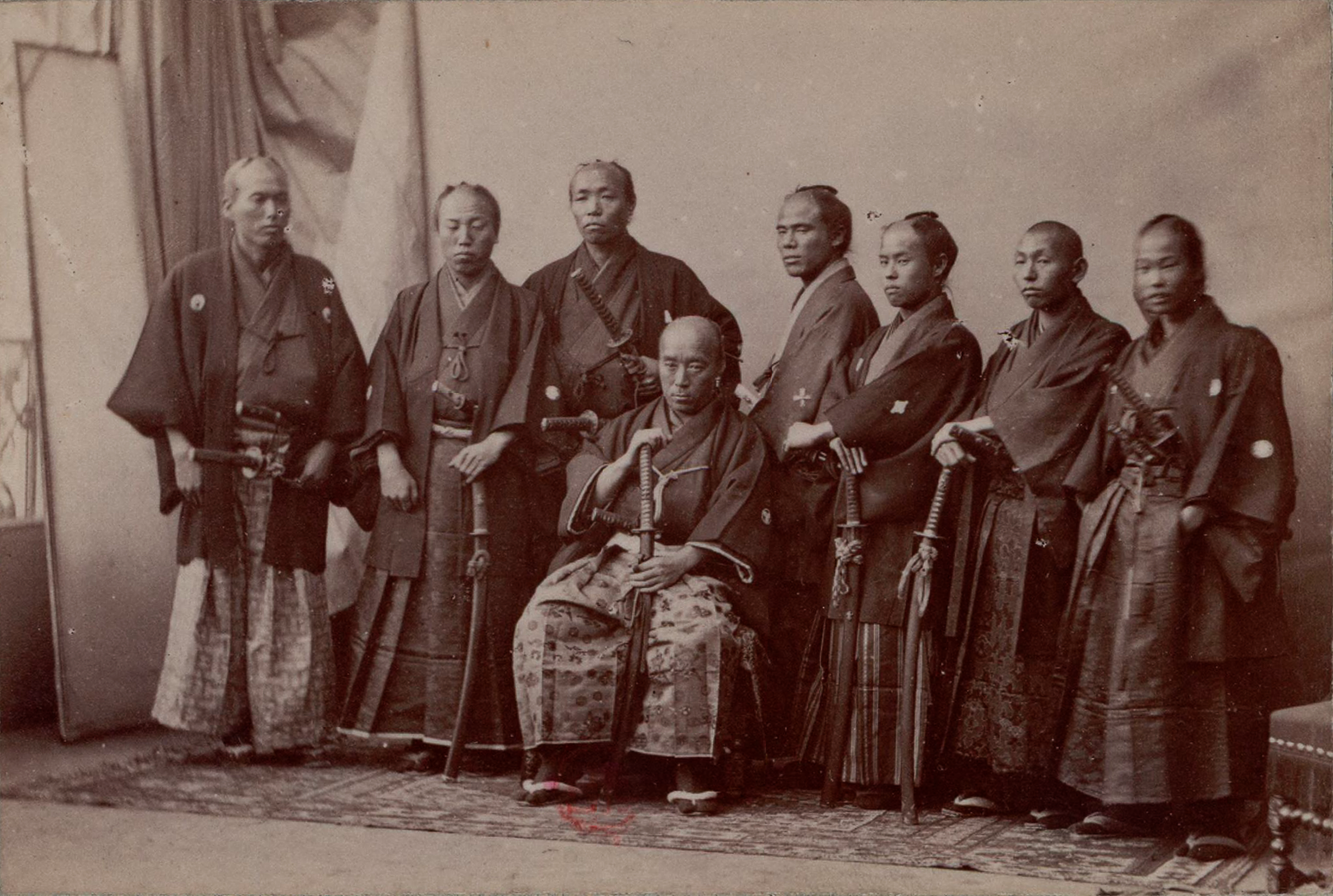
اعضای نخستین سفارت ژاپن در اروپا، در سال ۱۸۶۲، در اطراف شیباتا ساداتارو، رئیس مأموران دیپلمات (نشسته)

نخستین سفارت ژاپن در اروپا (انگلیسی: First Japanese Embassy to Europe) نخستین هیئت دیپلماتیک بود که در سال ۱۸۶۲ توسط شوگون سالاری توکوگاوا به اروپا فرستاده شد.
در ۲۱ ژانویه ۱۸۶۲ این گروه شیناگاوا-کو، توکیو را به مقصد اروپا ترک کرد. این مأموریت به منظور یادگیری در مورد تمدن غرب، تصویب معاهدات و تأخیر در باز شدن شهرها و بندرها بر تجارت خارجی صورت گرفت. مذاکرات در فرانسه، بریتانیا، هلند، پروس، روسیه و در نهایت پرتغال انجام شد. مأموریت سرانجام در ۳۰ ژانویه ۱۸۶۳ به توکیو بازگشت.